# Alue Anou Barat
Alue Anou Barat is een bestuurslaag in het regentschap Aceh Utara van de provincie Atjeh, Indonesië. Alue Anou Barat telt 795 inwoners (volkstelling 2010).